# 日本のアダルトアニメ一覧 (た行)
- アニメ > アダルトアニメ > 日本のアダルトアニメ一覧 > 日本のアダルトアニメ一覧 (た行)
- アニメ > アニメ作品一覧 > 日本のアダルトアニメ一覧 > 日本のアダルトアニメ一覧 (た行)

日本のアダルトアニメ一覧 (た行)では、日本におけるアニメ商業作品においてアダルトアニメとされている作品の五十音順“た行”の一覧を記載。
- 記載の凡例については日本のアダルトアニメ一覧#凡例を参照

| あ行 | あ・い・う・え・お | は行 | は・ひ・ふ・へ・ほ |
| か行 | か・き・く・け・こ | ま行 | ま・み・む・め・も |
| さ行 | さ・し・す・せ・そ | や行 | や・ゆ・よ         |
| た行 | た・ち・つ・て・と | ら行 | ら・り・る・れ・ろ |
| な行 | な・に・ぬ・ね・の | わ行 | わ・ゐ・ゑ・を・ん |

| 1960年代 - 1990年代 | 1960年代 | 1960・1961・1962・1963・1964・1965・1966・1967・1968・1969 |
| 1960年代 - 1990年代 | 1970年代 | 1970・1971・1972・1973・1974・1975・1976・1977・1978・1979 |
| 1960年代 - 1990年代 | 1980年代 | 1980・1981・1982・1983・1984・1985・1986・1987・1988・1989 |
| 1960年代 - 1990年代 | 1990年代 | 1990・1991・1992・1993・1994・1995・1996・1997・1998・1999 |
| 2000年代            | 2000年代 | 2000・2001・2002・2003・2004・2005・2006・2007・2008・2009 |
| 2010年代            | 2010年代 | 2010・2011・2012・2013・2014・2015・2016・2017・2018・2019 |
| 2020年代            | 2020年代 | 2020・2021・2022・2023・2024・2025・2026・2027・2028・2029 |

| 目次 | • 脚注• 注釈• 出典• 参考文献 |

## た
| 作品名                                                                          | 年月日         | 製作                             | 発売元                   | 販売元                 |
| ------------------------------------------------------------------------------- | -------------- | -------------------------------- | ------------------------ | ---------------------- |
| ダーク・シェル 檻の中の艶 第一話 エデンを失う時                                 | 2003年6月25日  | blue eyes                        | blue eyes                | blue eyes              |
| ダーク・シェル 檻の中の艶 第二話 すすり泣く肌                                   | 2003年9月25日  | blue eyes                        | blue eyes                | blue eyes              |
| Dark Blue 限りなく…闇に染まるBLUE Vol.1 〜ミつめる恥ぢらい〜                    | 2012年4月27日  | PoRO                             | PoRO                     | エイ・ワン・シー       |
| Dark Blue 限りなく…闇に染まるBLUE Vol.2 〜見せつけられる……ヌくもり〜            | 2013年3月29日  | PoRO                             | PoRO                     | エイ・ワン・シー       |
| DARCROWS 第一幕 策動                                                            | 2003年10月25日 | blue eyes                        | blue eyes                | blue eyes              |
| DARCROWS 第二幕 暗流                                                            | 2004年1月25日  | blue eyes                        | blue eyes                | blue eyes              |
| Darling Page.①                                                                  | 2003年2月18日  | ちぇりーそふと                   | ちぇりーそふと           | アムモ                 |
| Darling Page.②                                                                  | 2003年4月25日  | ちぇりーそふと                   | ちぇりーそふと           | アムモ                 |
| Darling Page.③                                                                  | 2003年6月27日  | ちぇりーそふと                   | ちぇりーそふと           | アムモ                 |
| 大悪司 〜前戯のススメ〜                                                         | 2003年8月28日  | 「大悪司」製作委員会             | グリーンバニー           |                        |
| 大悪司 一発目「悪司帰還」                                                       | 2003年11月27日 | 「大悪司」製作委員会             | グリーンバニー           |                        |
| 大悪司 二発目「悪司組誕生」                                                     | 2004年2月26日  | 「大悪司」製作委員会             | グリーンバニー           |                        |
| 大悪司 三発目「アシヤ制圧」                                                     | 2004年5月28日  | 「大悪司」製作委員会             | グリーンバニー           |                        |
| 大悪司 四発目「那古神」                                                         | 2004年8月27日  | 「大悪司」製作委員会             | グリーンバニー           |                        |
| 大悪司 五発目「エデン」                                                         | 2004年11月26日 | 「大悪司」製作委員会             | グリーンバニー           |                        |
| 大悪司 六発目「大団円」                                                         | 2005年2月25日  | 「大悪司」製作委員会             | グリーンバニー           |                        |
| 大悪司 番外編「殺繚乱」                                                         | 2005年5月27日  | 「大悪司」製作委員会             | グリーンバニー           |                        |
| 大失禁ヘレナ 前編                                                               | 2005年8月12日  | デジタルワークス                 | バニラ                   | ジェイ・ブイ・ディー   |
| 大失禁ヘレナ 後編                                                               | 2005年11月11日 | デジタルワークス                 | バニラ                   | ジェイ・ブイ・ディー   |
| 大正のロマンを求めて… スーパーエロティックアニメ 姉&妹 気持ちいい事して下さい。 | 1985年10月17日 | レッツ                           | レッツ                   |                        |
| 大好きな母 #1 大好きな母の変貌                                                  | 2018年8月3日   | ばにぃうぉ〜か〜                 | ばにぃうぉ〜か〜         |                        |
| 大好きな母 #2 大好きな母の裏側                                                  | 2018年9月7日   | ばにぃうぉ〜か〜                 | ばにぃうぉ〜か〜         |                        |
| Tiny Evil 第一話 幼淫魔・みゆ〜煉獄へ誘う腰振り〜                               | 2018年9月28日  | 魔人                             | 魔人                     | エイ・ワン・シー       |
| Tiny Evil 第二話 幼淫魔・みゆ〜冥府に繋ぐ抱擁〜                                 | 2018年11月30日 | 魔人                             | 魔人                     | エイ・ワン・シー       |
| Tiny Evil 第三話 少女人形・ニナ 〜無邪気な淫戯〜                                | 2019年1月25日  | 魔人                             | 魔人                     | エイ・ワン・シー       |
| Tiny Evil 第四話 少女人形・ニナ〜無垢な想いの束縛〜                             | 2019年2月22日  | 魔人                             | 魔人                     | エイ・ワン・シー       |
| 第二次 裏入学試験 THE ANIMATION                                                 | 2017年5月5日   | BOOTLEG                          | BOOTLEG                  | ミルキーズピクチャーズ |
| 対魔忍アサギ Vol.01 逆襲の朧                                                    | 2007年2月24日  | PIXY                             |                          |                        |
| 対魔忍アサギ Vol.02 姦獄のアリーナ                                              | 2007年8月11日  | PIXY                             |                          |                        |
| 対魔忍アサギ Vol.03 姉妹、相打つ!                                               | 2008年1月26日  | PIXY                             |                          |                        |
| 対魔忍アサギ Vol.04 闇に舞うくノ一                                              | 2008年8月23日  | PIXY                             |                          |                        |
| 対魔忍アサギ2 〈01〉改造再び 〈02〉淫謀の始まり                                 | 2015年10月30日 | ZIZ                              |                          |                        |
| 対魔忍アサギ3 01 叶わぬ願い                                                     | 2016年12月23日 | ZIZ                              |                          |                        |
| 対魔忍アサギ3 02 叶わぬ願い                                                     | 2017年2月24日  | ZIZ                              |                          |                        |
| 対魔忍アサギ 〜捕らわれの肉人形〜                                               | 2020年10月30日 | ZIZ                              |                          |                        |
| 対魔忍不知火 淫欲の奴隷娼婦                                                     | 2021年11月19日 | ZIZ                              |                          |                        |
| 対魔忍ユキカゼ 1 ユキカゼ編                                                     | 2013年11月29日 | ZIZ                              |                          |                        |
| 対魔忍ユキカゼ 2 凜子、陥落                                                     | 2015年12月25日 | ZIZ                              |                          |                        |
| 対魔忍ユキカゼ 3 達郎、絶望                                                     | 2016年1月29日  | ZIZ                              |                          |                        |
| 平清盛と遊女                                                                    | 1985年         | 映研                             | 映研                     |                        |
| 抱かれたい女                                                                    | 1990年4月27日  | 東映ビデオ、ギャラントカンパニー | 東映                     |                        |
| 抱かれたい女 金曜日のエクスタシー                                               | 1990年9月21日  | 東映ビデオ、ギャラントカンパニー | 東映                     |                        |
| -魂-インサート 上巻 女体へのファーストコンタクト                                | 2017年7月7日   | メリー・ジェーン                 | メリー・ジェーン         | メリー・ジェーン       |
| -魂-インサート 下巻 神様の身体へおじゃまします                                  | 2017年10月6日  | メリー・ジェーン                 | メリー・ジェーン         | メリー・ジェーン       |
| たゆたゆ #1                                                                     | 2013年9月27日  | Queen Bee                        | Queen Bee                | メディアバンク         |
| たゆたゆ #2                                                                     | 2013年11月22日 | Queen Bee                        | Queen Bee                | メディアバンク         |
| たゆたゆ #3                                                                     | 2014年1月31日  | Queen Bee                        | Queen Bee                | メディアバンク         |
| たゆたゆ #4                                                                     | 2014年4月11日  | Queen Bee                        | Queen Bee                | メディアバンク         |
| 堕楽 前編                                                                       | 2000年9月15日  | デジタルワークス                 | バニラ                   | ジェイ・ブイ・ディー   |
| 堕楽 後編                                                                       | 2000年12月15日 | デジタルワークス                 | バニラ                   | ジェイ・ブイ・ディー   |
| 堕落（上巻） 女教師破壊                                                         | 2002年7月18日  | ファイブウェイズ                 | ファイブウェイズ         | ファイブウェイズ       |
| 堕落（中巻） 女教師破壊                                                         | 2003年1月18日  | ファイブウェイズ                 | ファイブウェイズ         | ファイブウェイズ       |
| 堕落（下巻） 女教師破壊                                                         | 2003年3月18日  | ファイブウェイズ                 | ファイブウェイズ         | ファイブウェイズ       |
| 堕落令嬢 THE ANIMATION                                                          | 2017年4月7日   | BOOTLEG                          | BOOTLEG                  | ミルキーズピクチャーズ |
| Tower of Etruria（タワー・オブ・エトルリア） Vol.1 〜妖艶の魔術師〜             | 2003年6月25日  | ミュージアムピクチャーズ         | ミュージアムピクチャーズ | GPミュージアム         |
| Tower of Etruria（タワー・オブ・エトルリア） Vol.2 〜性欲に溺れた妖精〜         | 2004年5月25日  | ミュージアムピクチャーズ         | ミュージアムピクチャーズ | GPミュージアム         |

## ち
| 作品名 | 年月日         | 製作                               | 発売元                             | 販売元                 |
| --- | -------------- | ---------------------------------- | ---------------------------------- | ---------------------- |
| ちいさいこ いいよね… えっちな身体測定 Anime Edition                                                           | 2016年12月2日  | chippai                            | chippai                            | ミルキーズピクチャーズ |
| 小さな蕾のその奥に…… 〜疼き始める小さな蕾♥〜                                                                  | 2020年4月24日  | nür                                | nür                                | エイ・ワン・シー       |
| 小さな蕾のその奥に…… 〜剥き散らされる儚い蕾♥〜                                                                | 2020年6月26日  | nür                                | nür                                | エイ・ワン・シー       |
| 小さな蕾のその奥に…… 〜無垢な指先の悪戯……♥〜                                                                  | 2022年2月25日  | nür                                | nür                                | エイ・ワン・シー       |
| 小さな蕾のその奥に…… 〜妖しく齧る戯れた蕾……♥〜                                                                | 2022年5月27日  | nür                                | nür                                | エイ・ワン・シー       |
| ちーちゃん開発日記 #1                                                                                         | 2020年1月31日  | ばにぃうぉ〜か〜                   | ばにぃうぉ〜か〜                   |                        |
| ちーちゃん開発日記 #2                                                                                         | 2020年2月7日   | ばにぃうぉ〜か〜                   | ばにぃうぉ〜か〜                   |                        |
| Cherry&GAL's↑↑ Episode1 ハマッちゃうかも!                                                                     | 2018年2月9日   | ケイ・エム・プロデュース           |                                    |                        |
| Cherry&GAL's↑↑ Episode2 イチゴ狩り                                                                            | 2018年3月9日   | ケイ・エム・プロデュース           |                                    |                        |
| 痴漢者トーマス 痴漢道その一                                                                                   | 2004年9月25日  | 「痴漢者トーマス」アニメ製作委員会 | 「痴漢者トーマス」アニメ製作委員会 | GPミュージアムソフト   |
| 痴漢した女子●生とその後、むさぼり合うようなドエロ純愛 part.1                                                  | 2018年10月19日 | せるふぃっしゅ                     |                                    |                        |
| 痴漢した女子●生とその後、むさぼり合うようなドエロ純愛 part.2                                                  | 2018年10月26日 | せるふぃっしゅ                     |                                    |                        |
| 痴漢十人隊 THE ANIMATION 1 〜獲物たちの黄昏〜                                                                 | 2004年7月8日   | ソフト・オン・デマンド             | ソフト・オン・デマンド             | ソフト・オン・デマンド |
| 痴漢十人隊 THE ANIMATION 2 〜痴漢十人隊見参!!〜                                                               | 2004年7月8日   | ソフト・オン・デマンド             | ソフト・オン・デマンド             | ソフト・オン・デマンド |
| 痴漢十人隊 THE ANIMATION 3 〜狩人の傷痕〜                                                                     | 2004年7月8日   | ソフト・オン・デマンド             | ソフト・オン・デマンド             | ソフト・オン・デマンド |
| 痴漢十人隊 THE ANIMATION 4 〜Woman only〜                                                                     | 2004年7月8日   | ソフト・オン・デマンド             | ソフト・オン・デマンド             | ソフト・オン・デマンド |
| 痴漢十人隊 THE ANIMATION 5 〜本番依頼〜                                                                       | 2004年7月8日   | ソフト・オン・デマンド             | ソフト・オン・デマンド             | ソフト・オン・デマンド |
| 痴漢電車 前編                                                                                                 | 2003年2月14日  | デジタルワークス                   | バニラ                             | ジェイ・ブイ・ディー   |
| 痴漢電車 後編                                                                                                 | 2003年5月9日   | デジタルワークス                   | バニラ                             | ジェイ・ブイ・ディー   |
| 痴漢のライセンス #1 どうして誰も助けてくれないの?                                                             | 2012年11月16日 | Milky                              | Milky                              | ミルキーズピクチャーズ |
| 痴漢のライセンス #2 私…もう戻れない…                                                                          | 2013年1月18日  | Milky                              | Milky                              | ミルキーズピクチャーズ |
| 痴漢物語 前編                                                                                                 | 2006年8月11日  | デジタルワークス                   | バニラ                             | ジェイ・ブイ・ディー   |
| 痴漢物語 後編                                                                                                 | 2007年1月12日  | デジタルワークス                   | バニラ                             | ジェイ・ブイ・ディー   |
| 恥宮のアンドローラ                                                                                            | 2001年6月15日  | オブテイン・フューチャー           | オブテイン・フューチャー           |                        |
| 恥辱監禁 〜堕ちた天使たち〜                                                                                   | 2001年9月21日  | ピンクパイナップル                 | ピンクパイナップル                 | ピンクパイナップル     |
| 恥辱診察室 診察1 金づるをつかめ!                                                                              | 2003年5月25日  | ミュージアムピクチャーズ           | ミュージアムピクチャーズ           | GPミュージアム         |
| 恥辱診察室 診察2 母と娘のフルコース（おかわり自由）                                                           | 2003年9月25日  | ミュージアムピクチャーズ           | ミュージアムピクチャーズ           | GPミュージアム         |
| 恥辱の制服 #1 明美と香純                                                                                      | 2016年5月20日  | ばにぃうぉ〜か〜                   | ばにぃうぉ〜か〜                   |                        |
| 恥辱の制服 #2 三人目の獲物                                                                                    | 2016年6月17日  | ばにぃうぉ〜か〜                   | ばにぃうぉ〜か〜                   |                        |
| 乳色吐息 上巻 幼なじみに男を刻め                                                                              | 2014年5月30日  | メリー・ジェーン                   | メリー・ジェーン                   | メリー・ジェーン       |
| 乳色吐息 下巻 妹に兄の威厳を見せつけろ                                                                        | 2014年9月5日   | メリー・ジェーン                   | メリー・ジェーン                   | メリー・ジェーン       |
| ちっちゃなおなか ナイショですよ。Anime Edition                                                                | 2015年10月2日  | chippai                            | chippai                            | ミルキーズピクチャーズ |
| ちっちゃなおなか ひみつのあそび Anime Edition                                                                 | 2015年11月7日  | chippai                            | chippai                            | ミルキーズピクチャーズ |
| ちっちゃなおなか 恵未ちゃんてさ Anime Edition                                                                 | 2016年7月1日   | chippai                            | chippai                            | ミルキーズピクチャーズ |
| 千鶴ちゃん開発日記 #1                                                                                         | 2021年10月1日  | ばにぃうぉ〜か〜                   | ばにぃうぉ〜か〜                   |                        |
| 千鶴ちゃん開発日記 #2                                                                                         | 2021年10月1日  | ばにぃうぉ〜か〜                   | ばにぃうぉ〜か〜                   |                        |
| 千鶴ちゃん開発日記 #3                                                                                         | 2021年11月5日  | ばにぃうぉ〜か〜                   | ばにぃうぉ〜か〜                   |                        |
| 千鶴ちゃん開発日記 #4                                                                                         | 2021年11月5日  | ばにぃうぉ〜か〜                   | ばにぃうぉ〜か〜                   |                        |
| 千鶴ちゃん開発日記 #5                                                                                         | 2021年12月3日  | ばにぃうぉ〜か〜                   | ばにぃうぉ〜か〜                   |                        |
| 千鶴ちゃん開発日記 #6                                                                                         | 2021年12月3日  | ばにぃうぉ〜か〜                   | ばにぃうぉ〜か〜                   |                        |
| 恥熱カルテ The Devilish Cherry 上巻                                                                           | 2009年6月26日  | 鈴木みら乃                         | 鈴木みら乃                         | エイ・ワン・シー       |
| 恥熱カルテ The Devilish Cherry 下巻                                                                           | 2009年7月31日  | 鈴木みら乃                         | 鈴木みら乃                         | エイ・ワン・シー       |
| 痴母 前編 | 2005年10月14日 | デジタルワークス                   | バニラ                             | ジェイ・ブイ・ディー   |
| 痴母 後編 | 2006年1月13日  | デジタルワークス                   | バニラ                             | ジェイ・ブイ・ディー   |
| Chu（治癒）してあげちゃう♥ 押しかけお姉さんの性交恥療 肉食系メガネっ娘女医・貴美香 〜跨り貪る白衣の堕天使♥    | 2013年2月22日  | PoRO                               | PoRO                               | エイ・ワン・シー       |
| Chu（治癒）してあげちゃう♥ 押しかけお姉さんの性交恥療 エロ可愛い区 女教師・優 〜恥じらい弾む姉パイ盛り合わせ♥ | 2013年6月28日  | PoRO                               | PoRO                               | エイ・ワン・シー       |
| ちょいすじ Vol.1 愛・恥丘博                                                                                   | 2007年6月22日  | ANIMAC                             |                                    |                        |
| ちょいすじ Vol.2 しーぱっぱ                                                                                   | 2007年11月23日 | ANIMAC                             |                                    |                        |
| 超昂閃忍ハルカ 壱 双龍輪                                                                                      | 2009年8月25日  | Milky                              | Milky                              | ミルキーズピクチャーズ |
| 超昂閃忍ハルカ 弐 龍の者                                                                                      | 2010年2月25日  | Milky                              | Milky                              | ミルキーズピクチャーズ |
| 超昂閃忍ハルカ 参 いにしえの閃忍                                                                              | 2010年9月17日  | Milky                              | Milky                              | ミルキーズピクチャーズ |
| 超昂天使エスカレイヤー 第1話 DDダイナモ チャージ完了!                                                         | 2002年9月27日  | ピンクパイナップル                 | ピンクパイナップル                 | ピンクパイナップル     |
| 超昂天使エスカレイヤー 第2話 ダイラストからの刺客!                                                            | 2002年12月20日 | ピンクパイナップル                 | ピンクパイナップル                 | ピンクパイナップル     |
| 超昂天使エスカレイヤー 第3話 カウンターアタック                                                               | 2003年3月28日  | ピンクパイナップル                 | ピンクパイナップル                 | ピンクパイナップル     |
| 超神伝説うろつき童子 超神誕生篇                                                                               | 1987年1月21日  | J.A.V.N.                           | J.A.V.N.                           |                        |
| 超神伝説うろつき童子2 超神呪殺篇                                                                              | 1988年3月21日  | J.A.V.N.                           | J.A.V.N.                           |                        |
| 超神伝説うろつき童子3 完結地獄篇                                                                              | 1989年4月10日  | J.A.V.N.                           | J.A.V.N.                           |                        |
| 超神伝説うろつき童子 未来篇 第一話★真・超神の誕生                                                             | 1992年10月1日  | ムーフィルム                       | ムーフィルム                       | 日本コロムビア         |
| 超神伝説うろつき童子 未来篇2 シーザーズ・パレスの謎                                                           | 1993年1月21日  | ジュピターフィルムズ               | ジュピターフィルムズ               | 日本コロムビア         |
| 超神伝説うろつき童子 未来篇3 シーザーズ・パレスの崩壊                                                         | 1993年5月21日  | ジュピターフィルムズ               | ジュピターフィルムズ               | 日本コロムビア         |
| 超神伝説うろつき童子 未来篇4 未知への旅立ち                                                                   | 1993年8月21日  | ジュピターフィルムズ               | ジュピターフィルムズ               | 日本コロムビア         |
| 超神伝説うろつき童子 放浪篇 秘密の花園                                                                        | 1993年12月21日 | ジュピターフィルムズ               | ジュピターフィルムズ               | 日本コロムビア         |
| 超神伝説うろつき童子 放浪篇2 神への長い道                                                                     | 1994年3月21日  | ジュピターフィルムズ               | ジュピターフィルムズ               | 日本コロムビア         |
| 超神伝説うろつき童子 放浪篇3 旅、果つる処                                                                     | 1995年5月20日  | スタジオテイクオフ                 | スタジオテイクオフ                 | 日本コロムビア         |
| 超神伝説うろつき童子 完結篇1                                                                                  | 1996年12月28日 | ボイジャーエンターテイメント       | ボイジャーエンターテイメント       | 日本コロムビア         |
| 超能力少女バラバンバ                                                                                          | 1985年6月25日  | ヒロメディア                       | JHV                                |                        |
| 懲罰指導 〜学園令嬢更性計画〜 File.01                                                                         | 2011年11月18日 | Celeb                              | Celeb                              | ミルキーズピクチャーズ |
| 懲罰指導 〜学園令嬢更性計画〜 File.02                                                                         | 2012年3月16日  | Celeb                              | Celeb                              | ミルキーズピクチャーズ |
| 懲罰指導 〜学園令嬢更性計画〜 File.03                                                                         | 2012年6月15日  | Celeb                              | Celeb                              | ミルキーズピクチャーズ |
| 懲罰予備校 前編                                                                                               | 2004年2月13日  | デジタルワークス                   | バニラ                             | ジェイ・ブイ・ディー   |
| 懲罰予備校 後編                                                                                               | 2004年5月7日   | デジタルワークス                   | バニラ                             | ジェイ・ブイ・ディー   |

## つ
| 作品名                                                                                               | 年月日         | 製作                         | 発売元                       | 販売元                 |
| --- | -------------- | ---------------------------- | ---------------------------- | ---------------------- |
| 終ノ空（ついのそら）                                                                                 | 2002年8月10日  | 北栄商事                     | 北栄商事                     | N43 Project            |
| 通勤快楽 痴漢でGO!!                                                                                  | 2007年5月25日  | JAM                          | JAM                          | GPミュージアムソフト   |
| 月陽炎 第一夜 契りの夜                                                                               | 2002年7月25日  | ミュージアムピクチャーズ     | ミュージアムピクチャーズ     | GPミュージアム         |
| 月陽炎 第二夜 覚醒の夜                                                                               | 2002年12月25日 | ミュージアムピクチャーズ     | ミュージアムピクチャーズ     | GPミュージアム         |
| 月陽炎 第三夜 祭りの夜                                                                               | 2003年6月25日  | ミュージアムピクチャーズ     | ミュージアムピクチャーズ     | GPミュージアム         |
| ツグナヒ 高飛車お姫様・瑠璃子〜はじまりの痴激♥〜                                                     | 2022年6月24日  | PoRO                         | PoRO                         | エイ・ワン・シー       |
| ツグナヒ ナマイキスポ処女・ナツキ〜稚拙な屈辱♥〜                                                     | 2022年8月26日  | PoRO                         | PoRO                         | エイ・ワン・シー       |
| 都合のよいセックスフレンド? 〜SF戦争勃発!! 私の武器はこの身体♡ 編〜                                  | 2012年11月30日 | Collaboration Works          | Collaboration Works          | エイ・ワン・シー       |
| 都合のよいセックスフレンド? 〜激撮! 密着SF24時!? エロエロ捜査最前線♡ 編〜                            | 2013年1月25日  | Collaboration Works          | Collaboration Works          | エイ・ワン・シー       |
| 都合のよいセックスフレンド? Hなおねだり鬼仕様! 5人の希望はエロエロヘビーローテーション♡ 編           | 2014年8月29日  | Collaboration Works          | Collaboration Works          | エイ・ワン・シー       |
| 都合のよいセックスフレンド? 太陽の下で、あん・あん・あん♡ 露天のお風呂で、ぴゅっ・ぴゅっ・ぴゅっ♡ 編 | 2015年1月30日  | Collaboration Works          | Collaboration Works          | エイ・ワン・シー       |
| 椿色のプリジオーネ 第一幕 〜凍れる追憶〜                                                             | 2002年6月25日  | グリーンバニー               | グリーンバニー               |                        |
| 椿色のプリジオーネ 第弐幕 〜玄い雪景色〜                                                             | 2002年9月25日  | グリーンバニー               | グリーンバニー               |                        |
| 椿色のプリジオーネ 第参幕 〜そして…夏椿〜                                                            | 2002年12月21日 | グリーンバニー               | グリーンバニー               |                        |
| 妻が温泉でサークル仲間の肉便器になったのですが… ANIME EDITION                                        | 2017年6月2日   | AniMan                       | AniMan                       | ミルキーズピクチャーズ |
| 妻が綺麗になったワケ 第一話                                                                          | 2019年4月5日   | あんてきぬすっ               | あんてきぬすっ               |                        |
| 妻が綺麗になったワケ 第二話                                                                          | 2019年5月31日  | あんてきぬすっ               | あんてきぬすっ               |                        |
| 妻しぼり 第一幕 奇妙な同棲性活                                                                       | 2008年5月25日  | 「妻しぼり」アニメ製作委員会 | 「妻しぼり」アニメ製作委員会 | GPミュージアムソフト   |
| 妻しぼり 第二幕 咲良と円どっちにするの…?                                                             | 2008年9月25日  | 「妻しぼり」アニメ製作委員会 | 「妻しぼり」アニメ製作委員会 | GPミュージアムソフト   |
| つまつま（人妻×人妻） ぱ〜と1 ここは人妻まーけっと!                                                  | 2005年7月29日  | ANIMAC                       |                              |                        |
| つまつま（人妻×人妻） ぱ〜と2 ここは新妻ぱらだいす!                                                  | 2005年9月30日  | ANIMAC                       |                              |                        |
| 妻とママとボイン 第1話                                                                               | 2007年1月25日  | Milky                        | Milky                        | GPミュージアムソフト   |
| 妻とママとボイン 第2話                                                                               | 2007年7月25日  | Milky                        | Milky                        | GPミュージアムソフト   |
| 妻ネトリ 凌辱輪廻                                                                                    | 2018年3月16日  | ZIZ                          |                              |                        |
| 妻ネトリ3 快楽に堕ちた淫汁教師たち                                                                   | 2022年10月28日 | ZIZ                          |                              |                        |
| 妻の母さゆり 前編                                                                                    | 2011年10月21日 | デジタルワークス             | デジタルワークス             | ミルキーズピクチャーズ |
| 妻の母さゆり 後編                                                                                    | 2012年2月17日  | デジタルワークス             | デジタルワークス             | ミルキーズピクチャーズ |
| 妻みぐい THE ANIMATION chance.1「わたしとえっち、してみる?」                                         | 2003年8月22日  | ピンクパイナップル           | ピンクパイナップル           | ピンクパイナップル     |
| 妻みぐい THE ANIMATION chance.2「わたしと恋、してみる?」                                             | 2003年11月28日 | ピンクパイナップル           | ピンクパイナップル           | ピンクパイナップル     |
| 妻みぐい3 THE ANIMATION                                                                              | 2016年9月30日  | ピンクパイナップル           | ピンクパイナップル           | ピンクパイナップル     |
| 妻みぐい3 THE ANIMATION 第二章                                                                       | 2017年6月30日  | ピンクパイナップル           | ピンクパイナップル           | ピンクパイナップル     |
| ツンえむ! 〜ぎゅっと縛って指導して〜 THE ANIMATION                                                   | 2018年4月27日  | ピンクパイナップル           | ピンクパイナップル           | ピンクパイナップル     |
| ツンツンメイドはエロエロです 上巻 ご主人様を躾けてあげる♥                                            | 2013年3月2日   | メリー・ジェーン             | メリー・ジェーン             | メリー・ジェーン       |
| ツンツンメイドはエロエロです 下巻 メイドの躾けはお尻から                                             | 2013年5月24日  | メリー・ジェーン             | メリー・ジェーン             | メリー・ジェーン       |
| ツンデレ淫乱少女 すくみ ①                                                                            | 2012年2月17日  | WHITE BEAR                   | メディアバンク               | メディアバンク         |
| ツンデレ淫乱少女 すくみ ②                                                                            | 2012年4月13日  | WHITE BEAR                   | メディアバンク               | メディアバンク         |
| ツンプリ                                                                                             | 2015年12月25日 | erozuki、ルネピクチャーズ    | erozuki、ルネピクチャーズ    |                        |

## て
| 作品名 | 年月日         | 製作                                 | 発売元                               | 販売元                             |
| --- | -------------- | ------------------------------------ | ------------------------------------ | ---------------------------------- |
| 手垢塗れの天使 THE ANIMATION                                                                                          | 2017年7月28日  | ピンクパイナップル                   | ピンクパイナップル                   | ピンクパイナップル                 |
| Diabolus 鬼哭 上巻「鬼姫の疼き」                                                                                      | 2009年12月25日 | PoRO                                 | PoRO                                 | エイ・ワン・シー                   |
| Diabolus 鬼哭 下巻「追憶の辱め」                                                                                      | 2010年2月26日  | PoRO                                 | PoRO                                 | エイ・ワン・シー                   |
| DEEP VOICE（ディープボイス） voice1 禁断病棟                                                                          | 2002年1月25日  | ミュージアムピクチャーズ             | ミュージアムピクチャーズ             | ミュージアム                       |
| DEEP VOICE（ディープボイス） voice2 喪失                                                                              | 2002年6月25日  | ミュージアムピクチャーズ             | ミュージアムピクチャーズ             | GPミュージアム                     |
| DEEP VOICE（ディープボイス） voice3 恥辱にまみれた治療                                                                | 2002年9月25日  | ミュージアムピクチャーズ             | ミュージアムピクチャーズ             | GPミュージアム                     |
| TSF物語 Trans.1「女体化したらナニをする?」                                                                            | 2011年11月25日 | ピンクパイナップル                   | ピンクパイナップル                   | ピンクパイナップル                 |
| TSF物語 Trans.2「痴漢!輪姦!肉便器!!」                                                                                 | 2012年2月24日  | ピンクパイナップル                   | ピンクパイナップル                   | ピンクパイナップル                 |
| DNAハンター | 2001年9月18日  | ファイブウェイズ                     | ファイブウェイズ                     | ファイブウェイズ                   |
| DNAハンター2 | 2001年12月19日 | ファイブウェイズ                     | ファイブウェイズ                     | ファイブウェイズ                   |
| DNAハンター3 spermatozoon 精液採取                                                                                    | 2002年3月18日  | ファイブウェイズ                     | ファイブウェイズ                     | ファイブウェイズ                   |
| DISCIPLINE -序章- | 2003年4月11日  | ディースリー                         | ディースリー                         | メディアバンク                     |
| DISCIPLINE 第二章 〜監禁〜                                                                                            | 2003年8月22日  | ディースリー                         | ディースリー                         | メディアバンク                     |
| DISCIPLINE 第三章 〜陵罪〜                                                                                            | 2003年12月19日 | ディースリー                         | ディースリー                         | メディアバンク                     |
| DISCIPLINE 第四章 〜戒律〜                                                                                            | 2004年4月23日  | ディースリー                         | ディースリー                         | メディアバンク                     |
| DISCIPLINE 第五章 〜潜入〜                                                                                            | 2004年8月20日  | ディースリー                         | ディースリー                         | メディアバンク                     |
| DISCIPLINE 〜最終章〜                                                                                                 | 2004年12月17日 | WHITE BEAR                           | ディースリー                         | メディアバンク                     |
| DISCIPLINE 零 前編 | 2010年1月29日  | WHITE BEAR                           | メディアバンク                       | メディアバンク                     |
| DISCIPLINE 零 後編 | 2010年6月25日  | WHITE BEAR                           | メディアバンク                       | メディアバンク                     |
| DISCODE 異常性愛 Part-1                                                                                               | 2004年8月13日  | WHITE BEAR                           | ディースリー                         | メディアバンク                     |
| DISCODE 異常性愛 Part-2                                                                                               | 2004年12月10日 | WHITE BEAR                           | ディースリー                         | メディアバンク                     |
| DISCODE 異常性愛 Part-3                                                                                               | 2005年5月27日  | WHITE BEAR                           | ディースリー                         | メディアバンク                     |
| D-spray 媚薬でモテモテ 課長代理補佐 第一巻                                                                            | 2013年4月5日   | エンゼルフィッシュ、ルネピクチャーズ | エンゼルフィッシュ、ルネピクチャーズ |                                    |
| DETECTIVE 〜禁断の愛〜 File.1                                                                                         | 1999年5月25日  | あかとんぼ                           | あかとんぼ                           | ビームエンタテインメント           |
| DVINE[LUV] cave1“amulet”                                                                                              | 2001年5月25日  | ピンクパイナップル                   | ピンクパイナップル、ディスカバリー   | ピンクパイナップル、ディスカバリー |
| DVINE[LUV] cave2“elixer”                                                                                              | 2001年8月24日  | ピンクパイナップル                   | ピンクパイナップル                   | ピンクパイナップル                 |
| DVINE[LUV] cave3“storm-bringer”                                                                                       | 2001年12月14日 | ピンクパイナップル                   | ピンクパイナップル                   | ピンクパイナップル                 |
| DVINE[LUV] cave4“legacy”                                                                                              | 2002年2月22日  | ピンクパイナップル                   | ピンクパイナップル                   | ピンクパイナップル                 |
| Tinderbox 1 | 2018年9月21日  | Queen Bee                            | メディアバンク                       | メディアバンク                     |
| Tinderbox 2 | 2018年11月30日 | Queen Bee                            | メディアバンク                       | メディアバンク                     |
| デーモンバスターズ えっちなえっちなデーモン退治 THE ANIMATION ドキドキッ♥触手だらけの大決戦 ポロリどころかムフフのフ♥ | 2015年9月25日  | ピンクパイナップル                   | ピンクパイナップル                   | ピンクパイナップル                 |
| デカくてHな俺の姉 #1 朝霞姉さんの場合                                                                                 | 2013年12月20日 | じゅうしぃまんご〜、ルネピクチャーズ | じゅうしぃまんご〜、ルネピクチャーズ |                                    |
| てにおはっ! 〜女の子だってホントはえっちだよ?〜 上巻 パワハラ・セクハラ・初体験!?                                     | 2013年11月22日 | メリー・ジェーン                     | メリー・ジェーン                     | メリー・ジェーン                   |
| てにおはっ! 〜女の子だってホントはえっちだよ?〜 下巻 女友達と、いつでもどこでも♥                                      | 2014年1月31日  | メリー・ジェーン                     | メリー・ジェーン                     | メリー・ジェーン                   |
| てにおはっ!2 〜ねぇ、もっとえっちなコトいっぱいしよ?〜 THE ANIMATION                                                  | 2019年6月28日  | ピンクパイナップル                   | ピンクパイナップル                   | ピンクパイナップル                 |
| てにおはっ!2 リミットオーバー 〜 まだまだいっぱい、エッチしよ? 〜 THE ANIMATION                                       | 2020年4月24日  | ピンクパイナップル                   | ピンクパイナップル                   | ピンクパイナップル                 |
| DEMONION（デモニオン） 〜外伝〜 前編                                                                                  | 2014年11月21日 | WHITE BEAR                           | メディアバンク                       | メディアバンク                     |
| DEMONION（デモニオン） 〜外伝〜 後編                                                                                  | 2015年3月27日  | WHITE BEAR                           | メディアバンク                       | メディアバンク                     |
| Terra Story（テラストーリー） 〜告白〜                                                                                | 1998年3月20日  | 大映                                 | 大映                                 | 徳間ジャパンコミュニケーションズ   |
| Terra Story2（テラストーリー2） 〜僕の天使〜                                                                          | 1998年4月20日  | 大映                                 | 大映                                 | 徳間ジャパンコミュニケーションズ   |
| デリバリーち●こを頼みたいお姉さん                                                                                     | 2022年9月30日  | ピンクパイナップル                   | ピンクパイナップル                   | ピンクパイナップル                 |
| 電気夢想花 Electric Full Flower Garden 上巻                                                                           | 2007年6月25日  | AniMan                               | AniMan                               | GPミュージアムソフト               |
| 電気夢想花 Electric Full Flower Garden 下巻                                                                           | 2007年10月25日 | AniMan                               | AniMan                               | GPミュージアムソフト               |
| 天使のはばたき JUN〜ジュン〜                                                                                          | 2001年4月27日  | オブテイン・フューチャー             | オブテイン・フューチャー             |                                    |
| 転生剣奴の子作り闘技場 甲冑巨乳エルフ・デュランタ〜孕み孕まれ白濁流し♥〜                                              | 2017年5月26日  | PoRO                                 | PoRO                                 | エイ・ワン・シー                   |
| 転生剣奴の子作り闘技場 ケモ耳ちっぱい・ライティウス〜ケダモノ迫るマイクロボディ♥                                      | 2017年10月27日 | PoRO                                 | PoRO                                 | エイ・ワン・シー                   |
| 転生剣奴の子作り闘技場 ヘタレ爆乳皇女・マルシュタール〜お漏らし鎧の折檻♥                                              | 2017年11月24日 | PoRO                                 | PoRO                                 | エイ・ワン・シー                   |
| 転生剣奴の子作り闘技場 へっぽこどS皇女・ルナハソール〜お仕置きちびりの嗜虐スパン♥                                     | 2018年1月26日  | PoRO                                 | PoRO                                 | エイ・ワン・シー                   |
| Tentacle and Witches 第1話 俺、触手になりました                                                                       | 2011年5月27日  | PIXY                                 |                                      |                                    |
| Tentacle and Witches 第2話 プールの水で濡れてるんだから!                                                              | 2011年9月30日  | PIXY                                 |                                      |                                    |
| Tentacle and Witches 第3話 アイゼン＝ファウストの罠                                                                   | 2012年3月2日   | PIXY                                 |                                      |                                    |
| Tentacle and Witches 第4話 俺、ハーレムENDです                                                                        | 2012年11月30日 | PIXY                                 |                                      |                                    |
| 天然恋色アルコール 前編 〜アキラとナオト〜                                                                            | 2014年5月30日  | WHITE BEAR                           | メディアバンク                       | メディアバンク                     |
| 天然恋色アルコール 後編 〜ヒミツノハナゾノ&Honey Snow〜                                                               | 2014年9月12日  | WHITE BEAR                           | メディアバンク                       | メディアバンク                     |

## と
| 作品名 | 年月日         | 製作                           | 発売元                         | 販売元                   |
| --- | -------------- | ------------------------------ | ------------------------------ | ------------------------ |
| トイレの花子さんVS屈強退魔師 悪堕ちマ○コに天誅ザーメン連続中出し 第一怪 怪奇『トイレの花子さん』! 悪堕ち巨乳の吊りスカート    | 2021年2月26日  | 鈴木みら乃                     | 鈴木みら乃                     | エイ・ワン・シー         |
| トイレの花子さんVS屈強退魔師 悪堕ちマ○コに天誅ザーメン連続中出し 第二怪 恐怖『メリーさんの電話』! つるぺたロ○ータのオナホ人形 | 2021年4月30日  | 鈴木みら乃                     | 鈴木みら乃                     | エイ・ワン・シー         |
| トイレの花子さんVS屈強退魔師 悪堕ちマ○コに天誅ザーメン連続中出し 第三怪 戦慄『人面犬』! 健康優良犬耳○女に初めての性教育       | 2021年7月30日  | 鈴木みら乃                     | 鈴木みら乃                     | エイ・ワン・シー         |
| トイレの花子さんVS屈強退魔師 悪堕ちマ○コに天誅ザーメン連続中出し 第四怪 愕然『口裂け女』!! 爆乳露出痴女に公然わいせつ連続射精 | 2021年9月24日  | 鈴木みら乃                     | 鈴木みら乃                     | エイ・ワン・シー         |
| 同級生 リメイク The season turns,your springtime of life comes again. The Animation —第1巻—                                   | 2022年7月29日  | ピンクパイナップル             | ピンクパイナップル             | ピンクパイナップル       |
| 東京鎮魂歌（レクイエム） 第一話 淫性の処術                                                                                    | 2005年4月25日  | 「東京鎮魂歌」アニメ製作委員会 | 「東京鎮魂歌」アニメ製作委員会 | GPミュージアムソフト     |
| 東京鎮魂歌（レクイエム） 最終幕 淫性の宿命                                                                                    | 2006年3月25日  | 「東京鎮魂歌」アニメ製作委員会 | 「東京鎮魂歌」アニメ製作委員会 | GPミュージアムソフト     |
| TOKIO機動ポリス Vol.1 | 1997年7月21日  | ビームエンタテインメント       | ビームエンタテインメント       | ビームエンタテインメント |
| TOKIO機動ポリス Vol.2 | 1997年8月21日  | ビームエンタテインメント       | ビームエンタテインメント       | ビームエンタテインメント |
| 等身大マイラバー 〜ミナミ対メカミナミ〜                                                                                       | 2001年10月26日 | ディースリー                   | ディースリー                   |                          |
| 闘神都市II 青嵐篇 | 1997年7月25日  | ピンクパイナップル             | ピンクパイナップル             | ピンクパイナップル       |
| 闘神都市II 激闘篇 | 1997年9月26日  | ピンクパイナップル             | ピンクパイナップル             | ピンクパイナップル       |
| 闘神都市II 血戦篇 | 1997年12月19日 | ピンクパイナップル             | ピンクパイナップル             | ピンクパイナップル       |
| 同窓会 again 〜小早川瑞穂 編〜                                                                                                | 2002年7月25日  | れもんは〜と                   | れもんは〜と                   | れもんは〜と             |
| 同窓会 again 〜若林鮎 編〜 | 2002年12月20日 | れもんは〜と                   | れもんは〜と                   | れもんは〜と             |
| 透明人間 前編 | 2006年2月10日  | デジタルワークス               | バニラ                         | ジェイ・ブイ・ディー     |
| 透明人間 後編 | 2006年5月12日  | デジタルワークス               | バニラ                         | ジェイ・ブイ・ディー     |
| 透明人間R 前編 | 2010年3月12日  | デジタルワークス               | バニラ                         | ジェイ・ブイ・ディー     |
| 透明人間R 後編 | 2010年6月11日  | デジタルワークス               | バニラ                         | ジェイ・ブイ・ディー     |
| 瞳裸（どうら） | 2000年2月28日  | シネマパラダイス               | シネマパラダイス               | ファイブウェイズ         |
| 瞳裸2（どうら2） | 2000年7月18日  | シネマパラダイス               | シネマパラダイス               | ファイブウェイズ         |
| 瞳裸3（どうら3） | 2000年11月18日 | シネマパラダイス               | シネマパラダイス               | ファイブウェイズ         |
| 瞳裸4（どうら4） | 2001年5月18日  | シネマパラダイス               | シネマパラダイス               | ファイブウェイズ         |
| TRUE BLUE 上巻「先生の方が…太いの」                                                                                           | 2005年2月25日  | ひまじん                       | ひまじん                       | マリゴールド             |
| TRUE BLUE 下巻「赤ちゃんできてもいいから」                                                                                    | 2005年3月25日  | ひまじん                       | ひまじん                       | マリゴールド             |
| TRUE BLUE 外伝「わたしの大事に守ってきたもの、捧げます」                                                                      | 2005年12月23日 | ひまじん                       | ひまじん                       | マリゴールド             |
| ドSなマイナ会長サマがMノートに支配されました。 〜蔑みねだるドSなドM♥〜                                                        | 2018年1月26日  | PoRO                           | PoRO                           | エイ・ワン・シー         |
| ドSなマイナ会長サマがMノートに支配されました。 〜ドSな会長サマの躾け do M♥〜                                                  | 2018年3月30日  | PoRO                           | PoRO                           | エイ・ワン・シー         |
| ドSなマイナ会長サマがMノートに支配されました。 〜ドMに張り合うご奉仕 do S♥〜                                                  | 2018年6月29日  | PoRO                           | PoRO                           | エイ・ワン・シー         |
| ドSなマイナ会長サマがMノートに支配されました。 〜ドMに与する憧憬 do S♥〜                                                      | 2018年9月28日  | PoRO                           | PoRO                           | エイ・ワン・シー         |
| 遠い君に、僕は届かない 前編                                                                                                   | 2021年3月26日  | Queen Bee                      | メディアバンク                 | メディアバンク           |
| 遠い君に、僕は届かない 後編                                                                                                   | 2021年5月28日  | Queen Bee                      | メディアバンク                 | メディアバンク           |
| ドール沙綾（サーヤ） | 2000年4月21日  | Peach・@                       | シャトルジャパン               |                          |
| ドキドキ母娘レッスン 〜教えて♪Hなお勉強〜 前編 初めての家庭教師                                                               | 2007年4月25日  | Milky                          | Milky                          | GPミュージアムソフト     |
| ドキドキ母娘レッスン 〜教えて♪Hなお勉強〜 後編 いつまでも家庭教師                                                             | 2007年6月25日  | Milky                          | Milky                          | GPミュージアムソフト     |
| dokidokiりとる大家さん お家賃1突き目♡ こんなサービスってアリですか!? 「シスター」のコスプレで大興奮♡の巻                      | 2018年5月25日  | Collaboration Works            | Collaboration Works            | エイ・ワン・シー         |
| dokidokiりとる大家さん お家賃2突き目♡ 着ている服が溶け出した!? 「ボディーペイント」もコスプレなんです♡の巻                    | 2018年7月27日  | Collaboration Works            | Collaboration Works            | エイ・ワン・シー         |
| dokidokiりとる大家さん お家賃3突き目♡ 保健体育って何年ぶり!? 「黒縁メガネに白衣」の先生がお好きでしょ♡の巻                    | 2018年10月26日 | Collaboration Works            | Collaboration Works            | エイ・ワン・シー         |
| dokidokiりとる大家さん お家賃4突き目♡ ここの操縦桿は握っちゃダメ!? 「パイロットスーツ」の中はムレムレでヌレヌレ♡の巻          | 2018年12月28日 | Collaboration Works            | Collaboration Works            | エイ・ワン・シー         |
| dokidokiりとる大家さん お家賃5突き目♡ バースデーケーキは大家さん!? 「コンシェルジュ」のエッチなおもてなし♡                    | 2019年11月29日 | Collaboration Works            | Collaboration Works            | エイ・ワン・シー         |
| dokidokiりとる大家さん お家賃6突き目♡ 妖しい踊りで悪霊祓い! 「婦警」さんのきわどいオシオキ♡                                   | 2019年12月27日 | Collaboration Works            | Collaboration Works            | エイ・ワン・シー         |
| 刻音色 〜一の刻〜 | 2004年7月30日  | ディスカバリー                 | ディスカバリー                 | セブンエイト             |
| 刻音色 〜二の刻〜 | 2004年10月29日 | ディスカバリー                 | ディスカバリー                 | セブンエイト             |
| 独占 前編 | 2002年3月8日   | デジタルワークス               | バニラ                         | ジェイ・ブイ・ディー     |
| 独占 後編 | 2002年6月7日   | デジタルワークス               | バニラ                         | ジェイ・ブイ・ディー     |
| 特別授業 前編 | 2001年5月11日  | デジタルワークス               | バニラ                         | ジェイ・ブイ・ディー     |
| 特別授業 後編 | 2001年8月10日  | デジタルワークス               | バニラ                         | ジェイ・ブイ・ディー     |
| 特別授業2 前編 | 2003年6月13日  | デジタルワークス               | バニラ                         | ジェイ・ブイ・ディー     |
| 特別授業2 後編 | 2003年10月10日 | デジタルワークス               | バニラ                         | ジェイ・ブイ・ディー     |
| 特別授業3SLG THE ANIMATION | 2014年1月3日   | ミルキーズピクチャーズ         | ミルキーズピクチャーズ         | ミルキーズピクチャーズ   |
| 特別授業3SLG THE ANIMATION EXTEND                                                                                             | 2014年7月4日   | ミルキーズピクチャーズ         | ミルキーズピクチャーズ         | ミルキーズピクチャーズ   |
| 特別病棟 Capsule 1 闇の臨床試験                                                                                               | 2007年11月25日 | BOOTLEG                        | BOOTLEG                        | GPミュージアムソフト     |
| 特別病棟 Capsule 2 悦楽の羞恥診療                                                                                             | 2008年3月25日  | BOOTLEG                        | BOOTLEG                        | GPミュージアムソフト     |
| 特務捜査官レイ&風子 vol.01 家畜たちの檻                                                                                       | 2006年10月20日 | PIXY                           |                                |                          |
| 特務捜査官レイ&風子 vol.02 白濁の戦士たち                                                                                     | 2007年3月24日  | PIXY                           |                                |                          |
| 特務捜査官レイ&風子 vol.03 裏切りの受精調教                                                                                   | 2007年7月27日  | PIXY                           |                                |                          |
| 特務捜査官レイ&風子 vol.04 決着!?レイと黄龍                                                                                   | 2008年2月23日  | PIXY                           |                                |                          |
| 都市伝説シリーズ 其の壱 トイレのHanakoさん                                                                                    | 2016年1月22日  | メリー・ジェーン               | メリー・ジェーン               | メリー・ジェーン         |
| 都市伝説シリーズ 其の弐 ェ呪いのビデオ                                                                                        | 2016年5月27日  | メリー・ジェーン               | メリー・ジェーン               | メリー・ジェーン         |
| 都市伝説シリーズ 其の参 八尺さん                                                                                              | 2016年11月25日 | メリー・ジェーン               | メリー・ジェーン               | メリー・ジェーン         |
| 都市伝説シリーズ 其の肆 メリーちゃんの電話                                                                                    | 2017年1月20日  | メリー・ジェーン               | メリー・ジェーン               | メリー・ジェーン         |
| 都市伝説シリーズ 其の伍 ｴ呪いのVR                                                                                             | 2018年6月8日   | メリー・ジェーン               | メリー・ジェーン               | メリー・ジェーン         |
| 都市伝説シリーズ 其の陸 集結!エロカワ怪異                                                                                     | 2018年9月7日   | メリー・ジェーン               | メリー・ジェーン               | メリー・ジェーン         |
| 図書室ノ彼女 〜清楚ナ君ガ堕チルマデ〜 THE ANIMATION                                                                           | 2020年10月30日 | ピンクパイナップル             | ピンクパイナップル             | ピンクパイナップル       |
| 図書室ノ彼女 〜清楚ナ君ガ堕チルマデ〜 THE ANIMATION 2                                                                         | 2020年11月27日 | ピンクパイナップル             | ピンクパイナップル             | ピンクパイナップル       |
| 図書室ノ彼女 〜清楚ナ君ガ堕チルマデ〜 THE ANIMATION 3                                                                         | 2021年6月25日  | ピンクパイナップル             | ピンクパイナップル             | ピンクパイナップル       |
| 図書室ノ彼女 〜清楚ナ君ガ堕チルマデ〜 THE ANIMATION 4                                                                         | 2021年7月30日  | ピンクパイナップル             | ピンクパイナップル             | ピンクパイナップル       |
| となりの家のアネットさん THE ANIMATION                                                                                        | 2020年1月31日  | ピンクパイナップル             | ピンクパイナップル             | ピンクパイナップル       |
| となりのお姉さん 前編 | 2000年7月14日  | デジタルワークス               | バニラ                         | ジェイ・ブイ・ディー     |
| となりのお姉さん 後編 | 2000年10月13日 | デジタルワークス               | バニラ                         | ジェイ・ブイ・ディー     |
| Tony's ヒロインシリーズ 彼女は花嫁候補生? シンデレラコレクション vol.1                                                        | 2009年10月25日 | ミルキーズピクチャーズ         | ミルキーズピクチャーズ         | ミルキーズピクチャーズ   |
| Tony's ヒロインシリーズ 彼女は花嫁候補生? シンデレラコレクション vol.2                                                        | 2010年1月25日  | ミルキーズピクチャーズ         | ミルキーズピクチャーズ         | ミルキーズピクチャーズ   |
| とらいあんぐるハート さざなみ女子寮 〜春のさざなみ〜                                                                          | 2000年8月28日  | ディスカバリー                 | ディスカバリー                 | セブンエイト             |
| とらいあんぐるハート さざなみ女子寮 〜夏のゆうひ〜                                                                            | 2001年1月12日  | ディスカバリー                 | ディスカバリー                 | セブンエイト             |
| とらいあんぐるハート さざなみ女子寮 〜風薫る、秋〜                                                                            | 2001年8月24日  | ディスカバリー                 | ディスカバリー                 | セブンエイト             |
| とらいあんぐるハート さざなみ女子寮 〜冬の誓い〜 前編                                                                         | 2002年1月11日  | ディスカバリー                 | ディスカバリー                 | セブンエイト             |
| とらいあんぐるハート さざなみ女子寮 〜冬の誓い〜 後編                                                                         | 2002年4月26日  | ディスカバリー                 | ディスカバリー                 | セブンエイト             |
| とらいあんぐるBLUE 上巻「これ以上は…ダメ」                                                                                    | 2009年8月28日  | PoRO                           | PoRO                           | エイ・ワン・シー         |
| とらいあんぐるBLUE 下巻「貴方だけ……♥」                                                                                        | 2010年1月29日  | PoRO                           | PoRO                           | エイ・ワン・シー         |
| TRY Z（トライゼット） | 2000年5月26日  | トライゼット製作委員会         | ハイパースペース               |                          |
| Dragon Knight4（ドラゴンナイト4） MAP1 RETURN                                                                                 | 1998年10月23日 | ピンクパイナップル             | ピンクパイナップル             | ピンクパイナップル       |
| Dragon Knight4（ドラゴンナイト4） MAP2 PRINCESS                                                                               | 1999年3月26日  | ピンクパイナップル             | ピンクパイナップル             | ピンクパイナップル       |
| Dragon Knight4（ドラゴンナイト4） MAP3 DESTINY                                                                                | 1999年4月2日   | ピンクパイナップル             | ピンクパイナップル             | ピンクパイナップル       |
| Dragon Knight4（ドラゴンナイト4） MAP4 ETERNAL                                                                                | 1999年8月27日  | ピンクパイナップル             | ピンクパイナップル             | ピンクパイナップル       |
| ドラゴンナイト外伝 ［セクシャルグレードアップ改訂版］                                                                         | 2000年2月18日  | オールプロダクツ               | オールプロダクツ               | ファイブウェイズ         |
| ドラゴンピンク | 1994年8月5日   | ピンクパイナップル             | ピンクパイナップル             | ピンクパイナップル       |
| ドラゴンピンクII | 1995年6月30日  | ピンクパイナップル             | ピンクパイナップル             | ピンクパイナップル       |
| ドラゴンピンクIII | 1995年7月21日  | ピンクパイナップル             | ピンクパイナップル             | ピンクパイナップル       |
| ドラゴンライダー 上巻 | 1995年10月27日 | ピンクパイナップル             | ピンクパイナップル             | ピンクパイナップル       |
| ドラゴンライダー 下巻 | 1996年1月26日  | ピンクパイナップル             | ピンクパイナップル             | ピンクパイナップル       |
| とらぶる♥EVOCATION（えぼけーしょん） Vol.1                                                                                    | 1996年3月8日   | ピンクパイナップル             | ピンクパイナップル             | ピンクパイナップル       |
| とらぶる♥EVOCATION（えぼけーしょん） Vol.2                                                                                    | 1996年5月24日  | ピンクパイナップル             | ピンクパイナップル             | ピンクパイナップル       |
| Dream Note 第一話「美人一家、嗜虐の催眠凌辱」                                                                                 | 2009年8月28日  | ドリームノート制作委員会       | ガールズトーク                 | マリゴールド             |
| Dream Note 第二話「堕落家族、乱交開始!」                                                                                      | 2011年9月30日  | ドリームノート制作委員会       | ガールズトーク                 | マリゴールド             |
| ドリームハンター麗夢 | 1985年6月10日  | オレンジビデオハウス           | オレンジビデオハウス           |                          |
| 虜ノ鎖 処女たちを穢す淫らな楔 上巻 奪われた日常                                                                               | 2017年7月7日   | メリー・ジェーン               | メリー・ジェーン               | メリー・ジェーン         |
| 虜ノ鎖 処女たちを穢す淫らな楔 下巻 ケダモノ達の宴                                                                             | 2017年9月8日   | メリー・ジェーン               | メリー・ジェーン               | メリー・ジェーン         |
| 虜ノ雫 前編 夏の豪華客船で穢される処女たち                                                                                    | 2019年3月22日  | GOLD BEAR                      | メディアバンク                 | メディアバンク           |
| 虜ノ雫 後編 夏の豪華客船で穢される処女たち                                                                                    | 2019年9月20日  | GOLD BEAR                      | メディアバンク                 | メディアバンク           |
| 虜ノ契 家族のために身体を差し出す姉と妹 上巻 恥辱の契約                                                                       | 2013年12月6日  | メリー・ジェーン               | メリー・ジェーン               | メリー・ジェーン         |
| 虜ノ契 家族のために身体を差し出す姉と妹 下巻 姉妹の絆                                                                         | 2014年3月7日   | メリー・ジェーン               | メリー・ジェーン               | メリー・ジェーン         |
| 虜姫 白濁まみれの令嬢 〜上巻〜                                                                                                | 2011年1月28日  | 鈴木みら乃                     | 鈴木みら乃                     | エイ・ワン・シー         |
| 虜姫 白濁まみれの令嬢 〜下巻〜                                                                                                | 2011年3月25日  | 鈴木みら乃                     | 鈴木みら乃                     | エイ・ワン・シー         |
| HHH トリプルエッチ♥ 1st.しぐれ編                                                                                              | 2010年11月26日 | メリー・ジェーン               | メリー・ジェーン               | メリー・ジェーン         |
| HHH トリプルエッチ♥ 2nd.こなみ編                                                                                              | 2011年1月28日  | メリー・ジェーン               | メリー・ジェーン               | メリー・ジェーン         |
| HHH トリプルエッチ♥ 3rd.みゆき編                                                                                              | 2011年10月21日 | メリー・ジェーン               | メリー・ジェーン               | メリー・ジェーン         |
| HHH トリプルエッチ♥ 4th.しぐれ編 おかわりっ                                                                                   | 2012年2月3日   | メリー・ジェーン               | メリー・ジェーン               | メリー・ジェーン         |
| 奴隷市場 SLAVE I 〜Bianca〜                                                                                                   | 2002年5月31日  | ディスカバリー                 | ディスカバリー                 | セブンエイト             |
| 奴隷市場 SLAVE II 〜Cecilia〜                                                                                                 | 2002年8月30日  | ディスカバリー                 | ディスカバリー                 | セブンエイト             |
| 奴隷市場 SLAVE III 〜Myia〜                                                                                                   | 2002年11月29日 | ディスカバリー                 | ディスカバリー                 | セブンエイト             |
| 奴隷兎とアンソニー THE ANIMATION 「Hな欲望、私が全部叶えてあげる」                                                            | 2013年11月29日 | ピンクパイナップル             | ピンクパイナップル             | ピンクパイナップル       |
| 奴隷介護 〜快楽その1〜苦悶の誘い声                                                                                            | 2003年1月24日  | チェリーリップス               | チェリーリップス               |                          |
| 奴隷介護 〜快楽その2〜苦悶の誘い声                                                                                            | 2003年4月25日  | チェリーリップス               | チェリーリップス               |                          |
| 奴隷介護 〜快楽その3〜苦悶の誘い声                                                                                            | 2003年7月25日  | チェリーリップス               | チェリーリップス               |                          |
| 奴隷メイドプリンセス VOL.01 調教開始                                                                                          | 2007年5月26日  | PIXY                           |                                |                          |
| 奴隷メイドプリンセス VOL.02 姫は子宮でアクメする                                                                              | 2007年10月27日 | PIXY                           |                                |                          |
| 奴隷メイドプリンセス VOL.03 最後の調教                                                                                        | 2008年10月18日 | PIXY                           |                                |                          |
| 奴隷メイドプリンセス VOL.04 調教済みロッテ                                                                                    | 2009年4月25日  | PIXY                           |                                |                          |
| トレス・マリアス 3人の聖処女 前編                                                                                             | 2001年3月16日  | デジタルワークス               | バニラ                         | ジェイ・ブイ・ディー     |
| トレス・マリアス 3人の聖処女 後編                                                                                             | 2001年7月13日  | デジタルワークス               | バニラ                         | ジェイ・ブイ・ディー     |
| とろかせおるがずむ The Animation                                                                                              | 2021年9月24日  | ピンクパイナップル             | ピンクパイナップル             | ピンクパイナップル       |
| ドロップアウト 〜性処理便器・七条鈴香〜                                                                                       | 2016年2月26日  | ケイ・エム・プロデュース       |                                |                          |
| ドロップアウト 〜公衆便器・渡会静華〜                                                                                         | 2016年3月25日  | ケイ・エム・プロデュース       |                                |                          |
| トロピカルKISS♡ 〜キュンっ♡となった花火はキレイでしょ? 編〜                                                                   | 2012年10月26日 | Collaboration Works            | Collaboration Works            | エイ・ワン・シー         |
| トロピカルKISS♡ 〜ビチョ濡れ♡ダイエット!? 武士は食わなきゃ後の祭 編〜                                                         | 2012年12月28日 | Collaboration Works            | Collaboration Works            | エイ・ワン・シー         |
| トロピカルKISS♡ 〜貧乳だって人間だ! 女の価値は、お乳で決まる! な、訳ないじゃんバカヤロー!! by立夏 編〜                        | 2014年3月28日  | Collaboration Works            | Collaboration Works            | エイ・ワン・シー         |
| トロみつ娘の秘湯サービス —とろッとろちゅるちゅるご奉仕させてください—                                                         | 2020年10月30日 | BOMB!CUTE!BOMB!                |                                |                          |
| どんぶり家族 前編 | 2006年6月9日   | デジタルワークス               | バニラ                         | ジェイ・ブイ・ディー     |
| どんぶり家族 後編 | 2006年10月13日 | デジタルワークス               | バニラ                         | ジェイ・ブイ・ディー     |
| ←さ行 | ↑目次          | な行→                          | な行→                          | な行→                    |